# Copa América 2028
Copa América 2028, česky též Mistrovství Jižní Ameriky ve fotbale 2028, bude 49. mistrovství pořádané fotbalovou asociací CONMEBOL.

## Výběr hostitelské země
Kandidaturu na pořadatelství oznámily:
- Ekvádor
- USA
- Uruguay, Paraguay, Argentina

## Kvalifikované týmy
- Argentina
- Brazílie
- Bolívie
- Chile
- Kolumbie
- Ekvádor
- Paraguay
- Peru
- Uruguay
- Venezuela